# 哈特曼·劳特巴赫

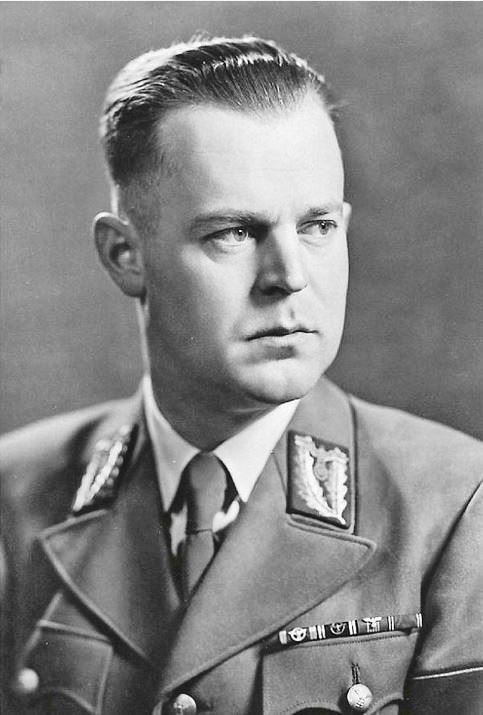
哈特曼·劳特巴赫

哈特曼·保罗·约翰·劳特巴赫（Hartmann Paul Johann Lauterbacher，1909年5月24日—1988年4月12日）曾担任希特拉青年團幕僚领袖、南漢諾威-不倫瑞克大區大區領導、汉诺威省最高主席、党卫队以及親衛隊上級集團領袖。第二次世界大战后，劳特巴赫因战争罪而出庭受审，后被宣判无罪，就此开始了隐秘的生活，并被西德间谍机构招募，参与过很多地下情报行动。